# Pulau Ruku
Pulau Ruku is een bestuurslaag in het regentschap Indragiri Hilir van de provincie Riau, Indonesië. Pulau Ruku telt 1539 inwoners (volkstelling 2010).